# Osowa Góra (Wysoczyzna Grodziska)
Osowa Góra – wzniesienie o wysokości 131,2 m n.p.m. w woj. wielkopolskim, na terenie miasta Mosina (Pożegowo), najwyższe wzniesienie w obrębie Wielkopolskiego Parku Narodowego. Leży w granicach mezoregionu Wysoczyzny Grodziskiej (makroregion Pojezierze Wielkopolskie) niedaleko mezoregionów Kotlina Śremska i Poznański Przełom Warty.

## Morfologia
Jest wzgórzem tzw. moreny pożegowskiej. Wzniesienie osiąga wysokość względną około 70 m.

## Historia
Po zachodniej stronie szczytu znajdowała się kopalnia gliny. Urobek był transportowany na dół wagonikami zjeżdżającymi pod wpływem siły grawitacji (jednocześnie wciągając na linie pusty). 
Obecnie w okolicy szczytu znajdują się zbiorniki sieci wodociągowej. Woda jest pompowana z ujęcia w dolinie pod Mosiną, następnie spływa grawitacyjnie do Poznania. 
Niedaleko wzniesienia znajdował się końcowy przystanek kolejowy Osowa Góra nieczynnej już linii kolejowej z Puszczykówka. Pomiędzy rokiem 1970, a 1984 na północnym stoku wzgórza działał również wyciąg narciarski.

## Turystyka
Na wzniesieniu swój początek ma  Szlak turystyczny Osowa Góra – Sulęcinek. Z uwagi na urozmaiconą rzeźbę terenu (wąwozy) oraz znaczne nachylenia zboczy teren wykorzystywany jest do uprawiania kolarstwa górskiego.
Niedaleko szczytu, na tzw. Gliniankach w grudniu 2011 roku otwarta została drewniana wieża widokowa o wysokości ok. 17 m. Wieża jest ogólnodostępna, wstęp bezpłatny. Z wieży rozciąga się widok na lasy parku narodowego, Mosinę oraz Luboń, a w oddali Poznań.

## Przyroda
W latach 1952–1955 odkryto w rejonie wzniesienia, nieopisywane dotąd w Wielkopolsce gatunki owadów: ectoedemia heringi i stigmella myrtilella. Podczas tych badań stwierdzono też występowanie nieznanych dotąd z Polski: ophiomyia campanularum, phytomyza campanulae i chromatomyia luzulae. W początkach XX wieku zanotowano w tym rejonie występowanie motyla szlaczkonia torfowca (Colias palaeno europome), który jednak później wymarł na terenie Wielkopolskiego Parku Narodowego i jego okolic. Mogło to być związane ze zniszczeniami w tych rejonach stanowisk borówki bagiennej (pijanicy). Przejściowo wystąpił i zaniknął w tym rejonie chaber drobnogłówkowy (Centaurea diffusa). Na stokach od strony stacji Osowa Góra i przy tej stacji masowo występowały zawleczone (przed 1955) z transportem żwiru lub nasionami ślimaki: przydrożny (Xerolenta obvia) i wrzosowiskowy (Helicella itala) – wcześniej znane tylko z kilku stanowisk Wielkopolski i ziemi lubuskiej.

## Galeria

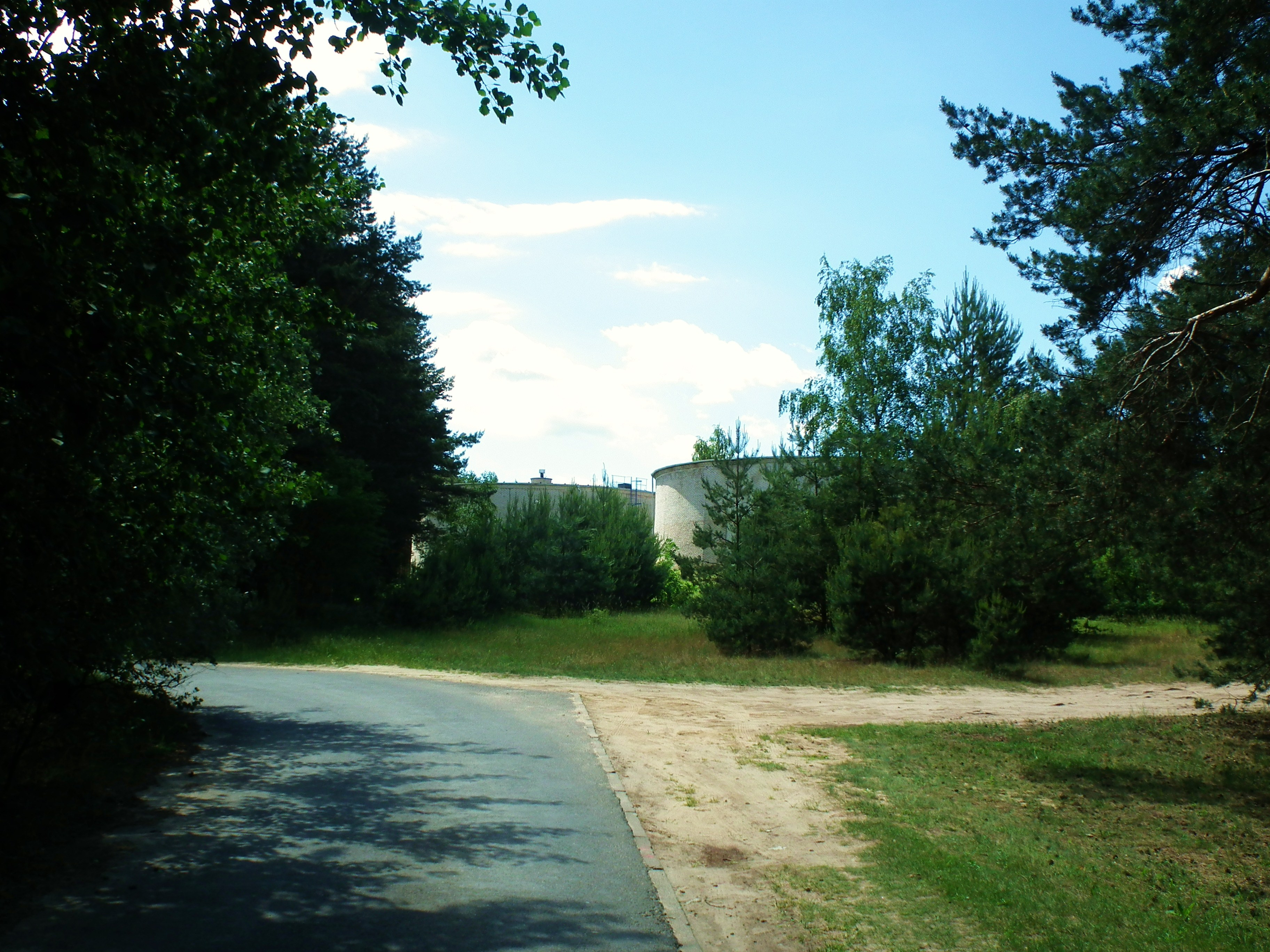
Partia szczytowa (zbiorniki)
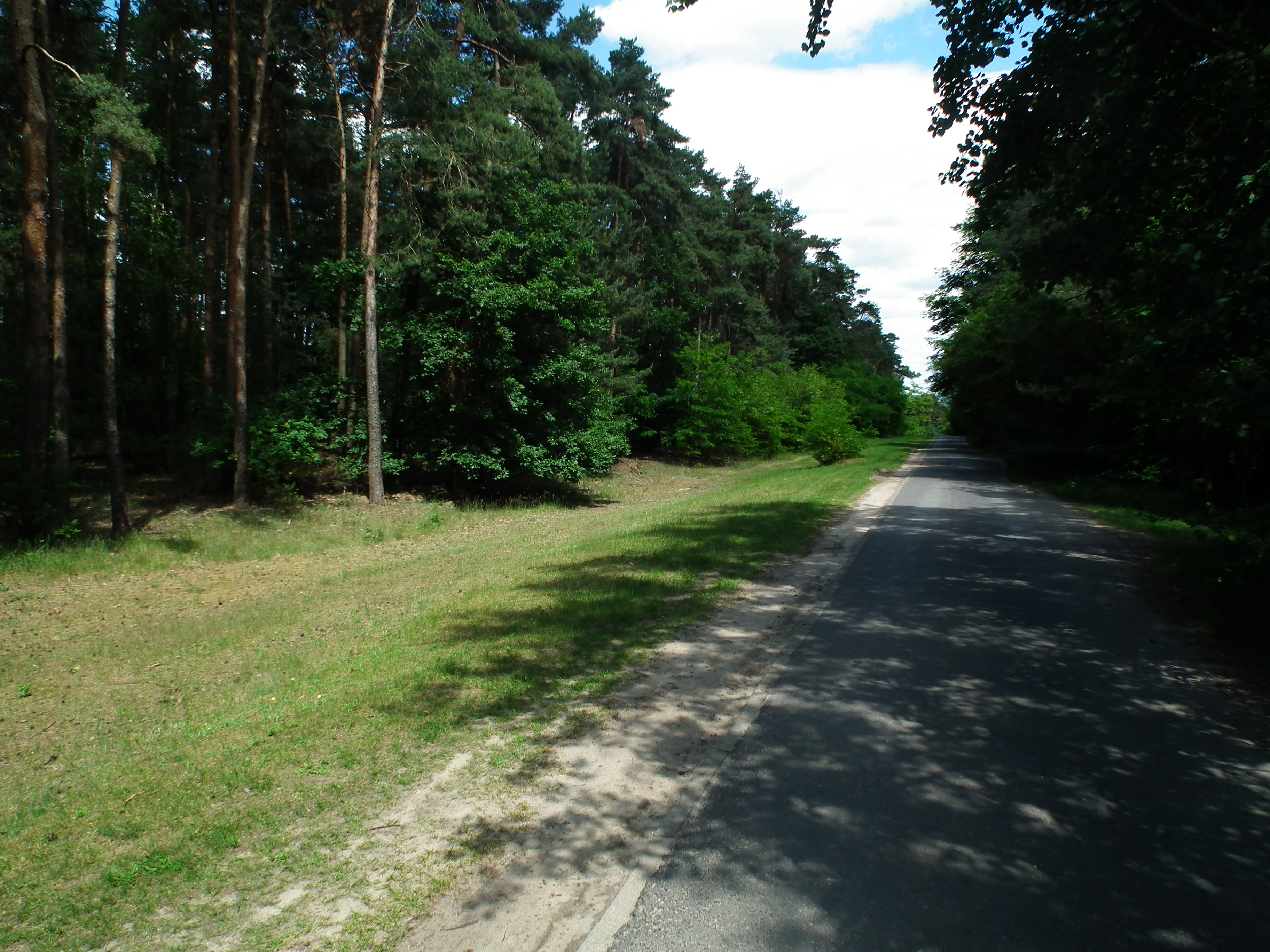
Partia szczytowa
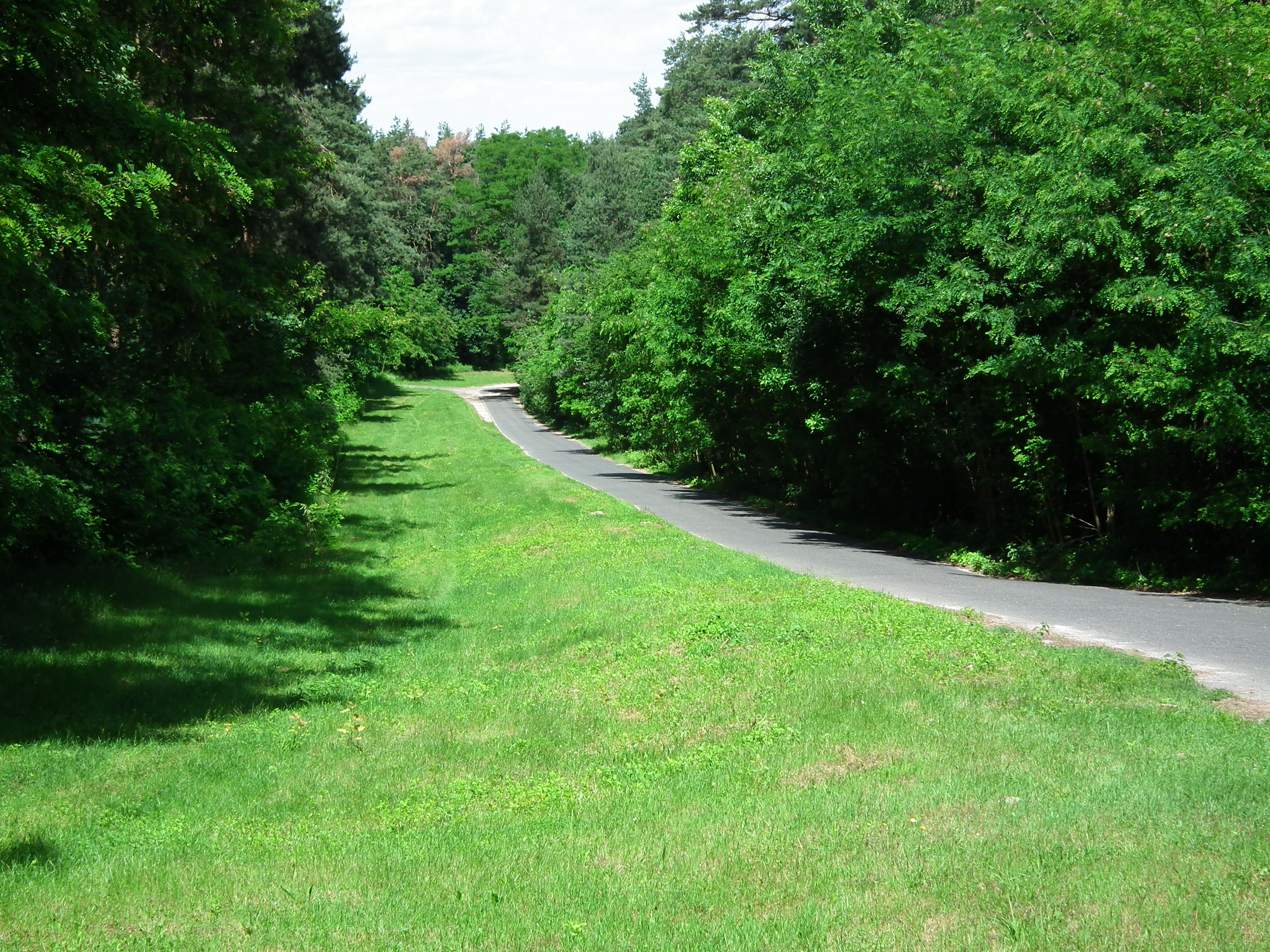
Zjazd do Mosiny